# Lehen na Pohorju
Lehen na Pohorju je naselje v Občini Podvelka.